# Categorale benadering
Categorale benadering is het benadrukken van het afwijken van migranten op sociaal economisch en sociaal cultureel gebied van de norm van het land waar ze zich hebben gevestigd.
Het begrip categorale benadering werd in 2007 geïntroduceerd door Halleh Ghorashi, Bijzonder Hoogleraar Management van Diversiteit en Integratie, in haar essay ‘Media bieden weinig tegenwicht aan het categorale denken’. Dit is de manier waarop er in het discours altijd is uitgegaan van het sociaal cultureel en sociaal economisch afwijken van migranten van de Nederlandse norm. Zij ziet in het post-Fortuyn tijdperk (vanaf zijn dood in 2002) het categorale denken nieuwe vormen krijgen. Een islamisering van het discours wordt zichtbaar. Waarmee bedoeld wordt dat de laatste tijd de maatschappelijke problemen niet alleen gereduceerd worden tot cultuur, maar ook tot de veronderstelde essentie van de islam als religie. Het denken in culturele contrasten gekoppeld aan angst en onbehagen is naar haar mening gegroeid. De media behandelen vooral de extremen, het persoonlijke verhaal en het anders-zijn van moslims.
Professor Annelies Moors van de Universiteit van Amsterdam geeft in ‘De Islamfixatie’ aan hoe de media zich fixeren op het onderdrukkende karakter van de islam en geen ruimte laten voor op gelijkheid gerichte interpretaties. Resultaat is stigmatisering en etnisering en een verdieping van de maatschappelijke kloof. Bijkomend nadeel is dat deze kloof de ruimte voor emancipatie en voor kritische geluiden van binnenuit verkleint. Ghorashi dicht de media een belangrijke intermediaire rol toe in het vormgeven en bewaken van de cultuur van democratie. Deze rol kan ingevuld worden middels het bieden van tegenwicht tegen de dominante vertogen en het bieden van ruimte aan diversiteit. Volgens Moors kan dit vooral door het stimuleren van een variëteit aan kleinere verhalen, door aandacht voor discussies en veranderingen binnen de islamitische wereld en door het tonen van een breed scala van opinies onder moslims. “Grote abstracte verhalen, over de voors en tegens van zulke grootheden als ‘de islam’, ‘het westen’, ‘de joods-christelijke cultuur’ en ‘de Arabische cultuur’ vormen eerder een deel van het probleem dan een oplossing.”